# 大分県立高田高等学校田原分校
大分県立高田高等学校田原分校（おおいたけんりつ たかだこうとうがっこう たわらぶんこう) は、大分県西国東郡大田村石丸（現在の大分県杵築市大田石丸）に所在した公立の高等学校。

## 設置学科
- 普通科

## 所在地
- 〒879-0901 大分県西国東郡大田村石丸（現在の大分県杵築市大田石丸）1433-1

## 沿革
- 2002年3月31日 - 閉校。